# Firth (Nebraska)
Firth is een plaats (village) in het zuidoosten van de Amerikaanse staat Nebraska, en valt bestuurlijk gezien onder Lancaster County.

## Geschiedenis
Firth is vernoemd naar Frank Firth, een civiel ingenieur die om kwam bij de aanleg van de spoorlijn waarlangs het dorp ontstond. Op 6 december 1872 opende een postkantoor, waarna het dorp begon te groeien. Firth profiteerde de eerste decennia van de graanhandel langs de spoorlijn. Tegenwoordig is het een rustig dorp.

## Demografie
Bij de volkstelling in 2000 werd het aantal inwoners vastgesteld op 564. In 2006 is het aantal inwoners door het United States Census Bureau geschat op 684, een stijging van 120 (21,3%).

## Geografie
Volgens het United States Census Bureau beslaat de plaats een oppervlakte van 0,8 km², geheel bestaande uit land. Firth ligt op ongeveer 415 meter boven zeeniveau.

## Plaatsen in de nabije omgeving
De onderstaande figuur toont nabijgelegen plaatsen in een straal van 16 km rond Firth.